# Juan Francisco de Cuba
Juan Francisco de Cuba fue un militar y político peruano. 
Fue elegido miembro del Congreso Constituyente de 1867 por la provincia de Chumbivilcas durante el gobierno de Mariano Ignacio Prado. Este congreso expidió la Constitución Política de 1867, la octava que rigió en el país, y que sólo tuvo una vigencia de cinco meses desde agosto de 1867 a enero de 1868 